# Centro para el Progreso Estadounidense
El Centro para el Progreso Estadounidense (en inglés: Center for American Progress) es una organización estadounidense con sede en Washington D. C. El centro es un think tank político, una organización que lleva a cabo investigaciones de relevancia política en lo teórico y académico y participa en la dirección, evaluación y desarrollo de enfoques diversos a problemas prácticos de los acontecimientos políticos actuales, sus resultados buscan contribuir a la toma de decisiones políticas, por un lado a través de los medios de comunicación, por otro lado, entregando propuestas concretas a los políticos en el gobierno y el parlamento. El centro está dirigido por Neera Tanden como presidenta y Tom Daschle como presidente.

## Fundación y objetivos
Aunque el centro se describe formalmente a sí mismo como no partidista y no pertenece a ninguno de los dos principales partidos estadounidenses, ideológicamente está cerca del progresismo y tiende a ser favorable al Partido Demócrata. El think tank fue fundado en 2003 por antiguos funcionarios de la administración Clinton que aun forman parte del equipo de liderazgo en la actualidad. El presidente actual es el exjefe de gabinete de la Casa Blanca, John Podesta. 
El centro está destinado a servir como contrapeso a las instituciones establecidas y económicamente conservadoras o libertarias como la Fundación Heritage o el Instituto Cato, que son instituciones esenciales para el éxito del conservadurismo en los Estados Unidos en general y el Partido Republicano en particular ha contribuido desde la década de 1980. Al mismo tiempo, debería destacarse de instituciones como la Institución Brookings, que también son de orientación liberal. Sus objetivos son: Desarrollar una visión a largo plazo de unos Estados Unidos progresistas, proporcionar un foro para el desarrollo de nuevas ideas progresistas y soluciones políticas, respuestas efectivas y rápidas a las soluciones propuestas por los políticos conservadores, críticas bien pensadas, alternativas claras, y promover la difusión de mensajes progresistas dirigidos al público estadounidense.

## Estudios
El Centro para el Progreso Estadounidense promueve varios estudios relacionados con las siguientes áreas: Investigación de medios, investigación política, investigación social, investigación económica. 

## Críticas
El Centro para el Progreso Estadounidense ha sido acusado de ser poco transparente con las donaciones, los donantes pueden estar seguros de su anonimato. La presidenta Tanden ha criticado las reacciones republicanas a las acusaciones de acoso sexual por parte de Donald Trump, pero su comportamiento hacia acusaciones similares en su organización ha sido criticado. Los empleados acusan a la organización no solo de tolerar el acoso sexual, sino también de acosar a los empleados que han hecho tales acusaciones.

El Centro para el Progreso Estadounidense ha sido criticado por no publicar oficialmente a los donantes de las grandes corporaciones organizadas en la alianza de negocios, lo cual es problemático porque actualmente muchos piensan que los donantes están actuando efectivamente como cabilderos no registrados, favoreciendo sus propios intereses, sin cumplir con el requisito de divulgación financiera. Según una lista de donantes filtrada y publicada por la revista The Nation, los miembros de la alianza de negocios incluyen a empresas como: Comcast, Walmart, General Motors, Pacific Gas and Electric, General Electric y las empresas aeronáuticas Boeing y Lockheed Martin. Uno de los donantes es First Solar, una empresa que se está beneficiando económicamente de forma significativa de un programa de 25.000 millones de dólares del Departamento de Energía de los Estados Unidos, con el que el Centro para el Progreso Estadounidense está firmemente comprometido.